# 福建民军
福建民军广义上是指中华民国大陆时期福建省的各种地方部队，狭义上是指1923年后方声涛以“福建民军总司令”名义收编的部队。
1918年，粤军许崇智部进驻长汀，福建各地民军（其中有宋渊源、王荣光领导的闽南护法军，许卓然、杨持平领导的闽南靖国军，两军领导人皆由孙中山委任）纷起响应。1919年，福建各地民军分别编为福建护法军（总司令为宋渊源，司令部设于永春）与福建靖国军（由闽南靖国军和方声涛率领的入闽滇军合并而成，总司令为方声涛）。同年春，广州政府任命方声涛为福建军务帮办）。方声涛以帮办名义收编安溪的一股民军为福建靖国军第三旅，旅长为杨持平；第四旅旅长为张贞。后福建护法军和福建靖国军发生冲突，福建护法军兵败，宋渊源走投许崇智。福建靖国军一度控制晋江、南安、仙游、德化、安溪、同安等地；不久，被福建省长兼督军李厚基联合陈炯明部所击败，遂放弃永春、德化、安溪等地，退守南安诗山及晋江九都等地。1920年2月—3月、张贞部吞并杨子明部（方声涛带入福建的滇军杨子明团，先驻仙游，此时退驻安海、同安之间），并全部上山为匪。
1920年，福建各地民军在上海商定，以“闽人治闽”为号召，统一组织福建自治军，以黄展云为总指挥。1921年，福建自治促进会和福建自治军筹备处在上海成立。后来，中国国民党成员秦望山上同安凤巢山（玉巢山）收编民军。以王荣光部为第一路（活动于永春、德化），卢兴邦部为第二路（活动于闽北），吴威部为第三路（活动于莆仙），秦望山部为第五路（活动于晋江、南安等地）。陈国辉、王振南两部都附于秦望山。黄廷经部与秦望山取得联系后，被秦望山委任负责自治军漳属指挥区。胡柴坊、叶学魁在归化县组织自治军。1922年元旦，自治军分六路进攻南安、仙游等地的北洋军，以失败告终。兵败后，福建自治军调整番号，以杨汉烈部为第一路，许卓然部为第二路；陈国辉、王振南、秦望山各部为第一、二、三支队。1922年冬，许崇智部回广东时，将福建自治军改编为东路讨贼军第八军。1923年初，孙中山任命方声涛为福建民军总司令。不久，许崇智又任命方声涛的旧部张贞为东路讨贼军独立团团长，驻诏安。此外，东路讨贼军还有留在闽南的福建各军总指挥兼闽南善后总办何成濬；东路讨贼军第五旅旅长孙本戎，驻泉州、莆田；东路讨贼军浙军旅旅长陈肇英，驻云霄、平和。方声涛委任的民军有：第一路司令卢兴邦，驻尤溪、大田；第二路司令高义，驻泉州；第三路司令杨汉烈，驻安溪；第四路司令吴威，驻仙游；第五路司令叶定国，驻同安；第六路司令陈国辉，驻德化。
福建民军是拼凑而成的一伙，各有背景，为自身利益，时而联合，时而火拼。他们在驻地榨取捐税，与北洋军一样横征暴敛。陈国辉部还经常绑架华侨或侨眷，勒索巨款。1930年后，方声涛为解决财政困难，竟然暗中通知张贞、陈国辉和其他支持他的原民军部队，在驻区漳州、泉州和莆田一带，种植罂粟。